# Neohydatothrips samayunkur
Neohydatothrips samayunkur är en insektsart som först beskrevs av Kudo 1995.  Neohydatothrips samayunkur ingår i släktet Neohydatothrips och familjen smaltripsar. Inga underarter finns listade i Catalogue of Life.